# ناوكي أوتاني
ناوكي أوتاني (باليابانية: 大谷 尚輝) (24 سبتمبر 1995 في هيروشيما في اليابان – )؛ هو لاعب كرة قدم ياباني سابق كان يلعب كمدافع.

## وصلات خارجية
- ناوكي أوتاني على موقع رابطة كرة القدم اليابانية للمحترفين (اليابانية)
- ناوكي أوتاني على موقع قاعدة بيانات كرة القدم.إي يو (الإنجليزية)
- ناوكي أوتاني على موقع Soccerway.com (الإنجليزية)
- ناوكي أوتاني على موقع عالم كرة القدم.نت (الإنجليزية)